# Anthony Grey, XI conte di Kent
Anthony Grey (Kent, 11 giugno 1645 – Tunbridge, 19 agosto 1702) è stato un nobile inglese.

## Biografia
Era figlio di Henry Grey, X conte di Kent e della seconda moglie Amabel Benn.
Sposò l'ereditiera Mary Lucas, baronessa Lucas di Crudwell, unica figlia di John Lucas, I barone Lucas di Shenfield ed Anne Nevill. La coppia ebbe due figli:
- Henry Grey, I duca di Kent (1671–1740)
- Amabel Grey.